# Goma-2 ECO
La Goma-2 ECO, actualmente llamado Riodín, es un potente explosivo (de la clase denominada vulgarmente dinamita) de fabricación española para uso industrial (sobre todo en minería) por la empresa MAXAM compuesto de nitroglicol, nitrato amónico, nitrocelulosa, ftalato de dibutilo y carbonato cálcico. 
A estos explosivos se los llama goma debido a su aspecto gelatinoso, estando su uso bastante extendido en España, además de exportarse al extranjero.
La Goma-2 ECO fue desarrollada como mejora de la Goma-2 EC debido a las nuevas normativas europeas sobre medioambiente. Su principal modificación fue la eliminación total del dinitrotolueno (DNT), que es un producto altamente tóxico (un 7% aproximadamente de la composición de la Goma-2 EC), variando las proporciones de nitrocelulosa y nitroglicol e incorporando otros materiales combustibles. La Goma-2 ECO consigue una reducción de hasta un 68% en la emisión de óxidos de nitrógeno y dióxido de carbono.
Se fabrica principalmente en Quintanilla-Sobresierra (Burgos), cuya fábrica tiene una capacidad de producción anual de unas 15 000 toneladas.
Sus características explosivas son muy similares (algo superiores) a las de la Goma-2 EC.